# Flero
Flero é uma comuna italiana da região da Lombardia, província de Bréscia, com cerca de 7.457 habitantes. Estende-se por uma área de 9 km², tendo uma densidade populacional de 829 hab/km². Faz fronteira com Brescia, Capriano del Colle, Castel Mella, Poncarale, San Zeno Naviglio.
Flero é pouco conhecida, mas alguns a conhecem por causa do jogador de futebol Andrea Pirlo, meia que atuou na Juventus da Itália, e por causa de dom Miguel Maria Giambelli, bispo emérito de Bragança do Pará; ambos nasceram nessa pequena comunidade.

## Demografia
| Variação demográfica do município entre 1861 e 2011                               |
|                                                                                   |
| Fonte: Istituto Nazionale di Statistica (ISTAT) - Elaboração gráfica da Wikipedia |